# 井上賢嗣
井上 賢嗣（いのうえ けんじ、1982年9月17日 - ）は、日本の俳優。アルファセレクション所属。

## 経歴、人物
★☆北区つかこうへい劇団 に入団。
北区AKT STAGEには旗揚げから参加。
旗揚げ以来、劇団公演に定期的に出演している。
また、外部の舞台出演なども多い。

## 舞台
作・演出　つかこうへい作品
- 「飛龍伝2010 ラストプリンセス」

★☆北区つかこうへい劇団 北区AKT STAGE公演
- 「熱海殺人事件」
- 「売春捜査官〜女子アナ残酷物語」
- 「二代目はクリスチャン」
- 「鬼」
- 「ロマンス」
- 「菜の花郵便局」
- 「飛龍伝」
- 「寝取られ宗介」

　ほかつかこうへい作品多数
その他
- スタンダードソングエンタテイメントPresents　贋作水滸伝 〜Outlaws〜（2011年11月2日 - 6日、俳優座劇場） -孫亥　役
- BASARA（2012年12月12日 - 16日、全労済ホールスペース・ゼロ） -座木  役
  - BASARA 第2章（2014年1月9日 - 14日、シアター1010）

- 劇団EXILE
  - 「太陽に灼かれて」
  - 「CROWN 眠らない夜の果てに」

- 「東京アリス」
- 「こもれびの中で」

- FROG -新撰組寄留記-（2010年7月）近藤勇 役
- FRAG -新撰組Vermillion Order-（2011年9月）
- FRAG -新撰組Bloodsucker Behind-（2012年）
- FROG -新撰組寄留記-（2013年1月）
- ゴツプロ！Presents 青春の会 第六回公演「大洗にも星はふるなり」（2024年8月 - 9月）[1]

ほか、出演作多数

## TV・映画・CF
映画
- 「IKARIDA 脱獄・隣の住人」楠美聖寿監督

テレビドラマ
- 快盗戦隊ルパンレンジャーVS警察戦隊パトレンジャー（2018年） - グリスト・ロイド 役[2]
- ムチャブリ! わたしが社長になるなんて 第2話（2022年1月19日、日本テレビ）
- どうする家康 第43回（2023年11月12日、NHK） - 吉川広家 役
- 婚活1000本ノック 第9話（2024年3月13日、フジテレビ）- 漁師 役

テレビ番組
- 『ザ!世界仰天ニュース』「スーパースターの転落人生スペシャル」（2022年2月22日、日本テレビ） - 小川博 役（元千葉ロッテマリーンズ投手強盗殺人事件）

Vシネマ
- 踊るやくざ YAKUZA-MAN参上！（2012年、メディアスタッフビジョン）

CM
- エディオン
- 西武鉄道
- ソニー銀行

PV
- コーヒーカラー「人生に乾杯を!」

広告
- るるぶ
- SONY ヘッドフォン

DVD
- 黒谷友香「ウィップネス」